# 恋愛の法則
『恋愛の法則』（れんあいのほうそく、Bodies, Rest & Motion）は、1993年に公開されたアメリカ映画。原題は「外力の作用を受けない限り物体は静止、または運動を続ける」というアイザック・ニュートンの慣性の法則からで、それになぞらえて展開する4人の男女の恋愛模様を描いている。
1986年に発表されたロジャー・ヘッデンの舞台劇の映画化で、予算はわずか300万ドル。主演の1人であるエリック・ストルツがプロデューサーも兼ねている。ブリジット・フォンダとフィービー・ケイツは友人で、『シャグ』『フィービー・ケイツの私の彼は問題児（ドドンパ）』でも共演している。

## キャスト
- ベス - ブリジット・フォンダ
- キャロル - フィービー・ケイツ
- ニック - ティム・ロス
- シド - エリック・ストルツ
- バイカー - ピーター・フォンダ
- - アリシア・ウィット
- - サンドラ・エリス・ラファーティ
- - シドニー・ドーソン
- - ジョン・プラウドスター

## スタッフ
- 監督：マイケル・スタインバーグ
- 脚本：ロジャー・ヘッデン
- 製作総指揮：ジョエル・キャッスルバーグ
- 製作：アラン・ミンデル、デニス・ショー、エリック・ストルツ
- 撮影：ベルント・ハインル
- 美術：スティーヴン・マッケイブ
- 音楽：マイケル・コンバーティノ